# 聯和市場

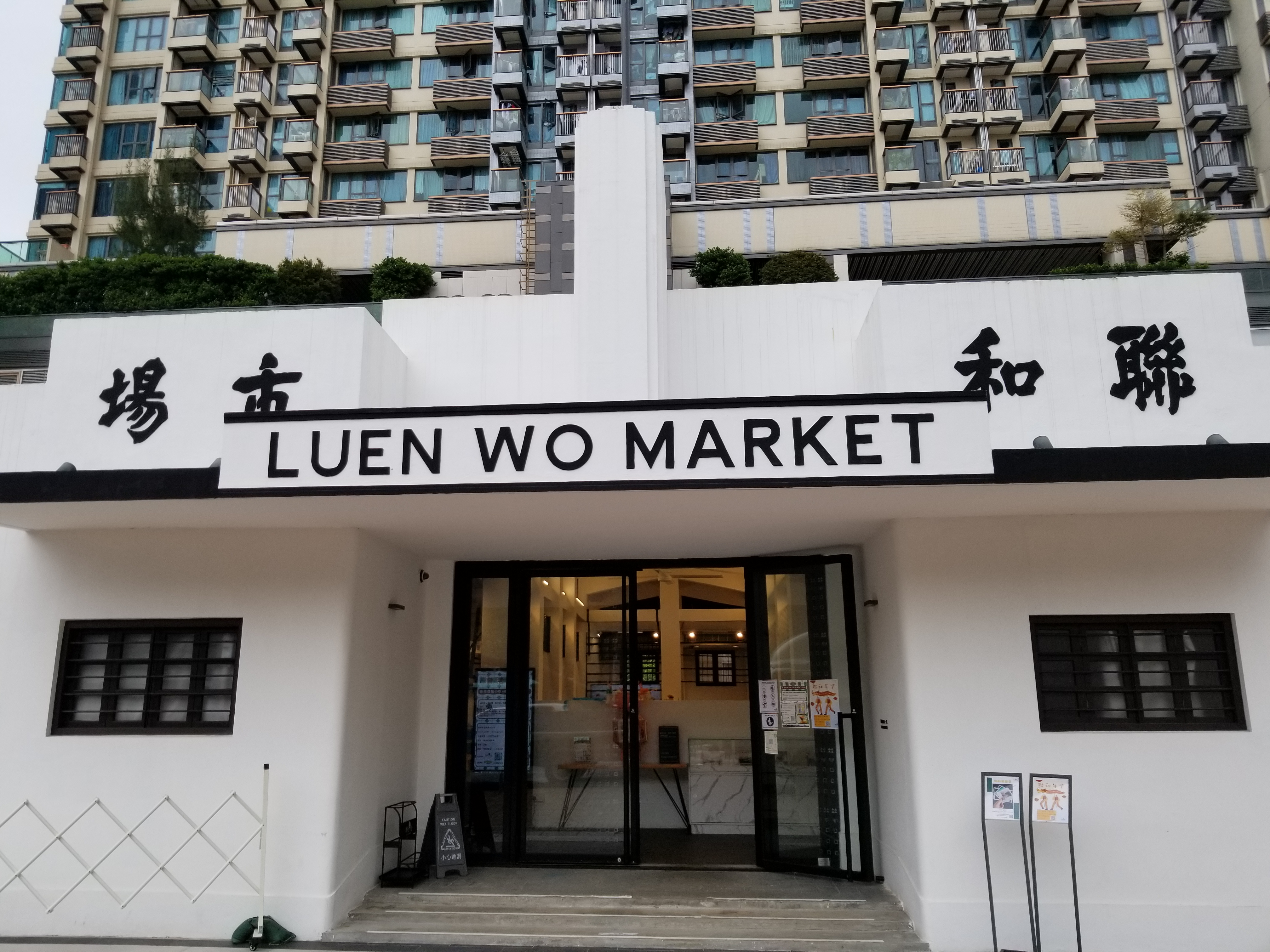
聯和市場正門外觀

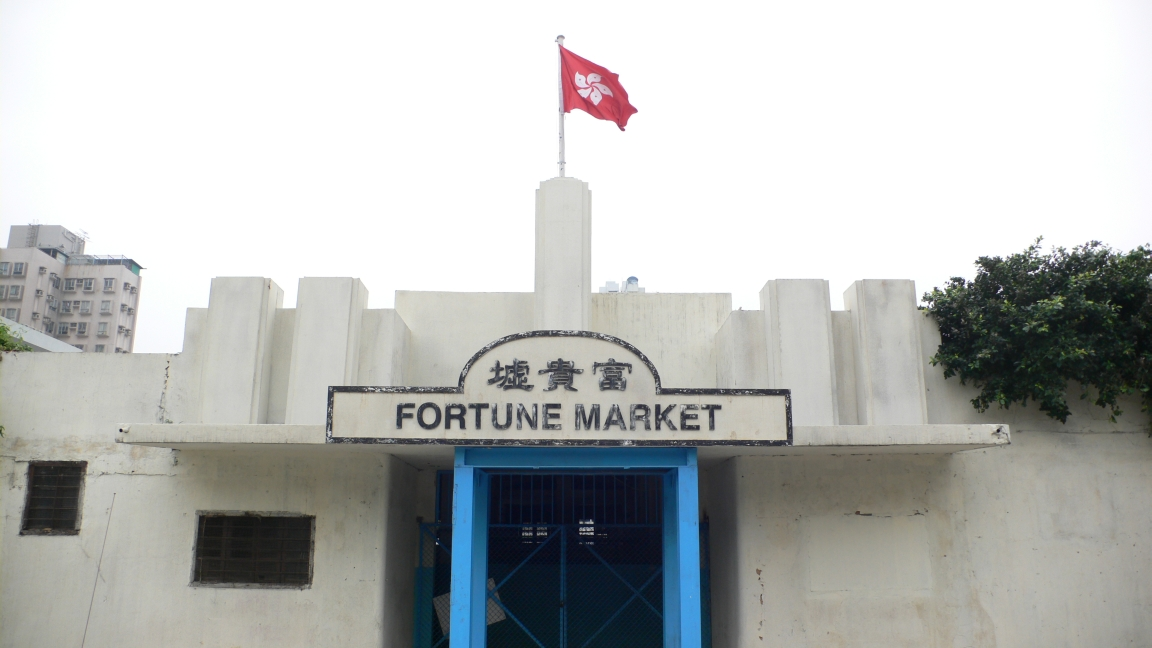
2007年電影《每當變幻時》拍攝完成後的聯和市場正門，「富貴墟」的牌子仍未拆下

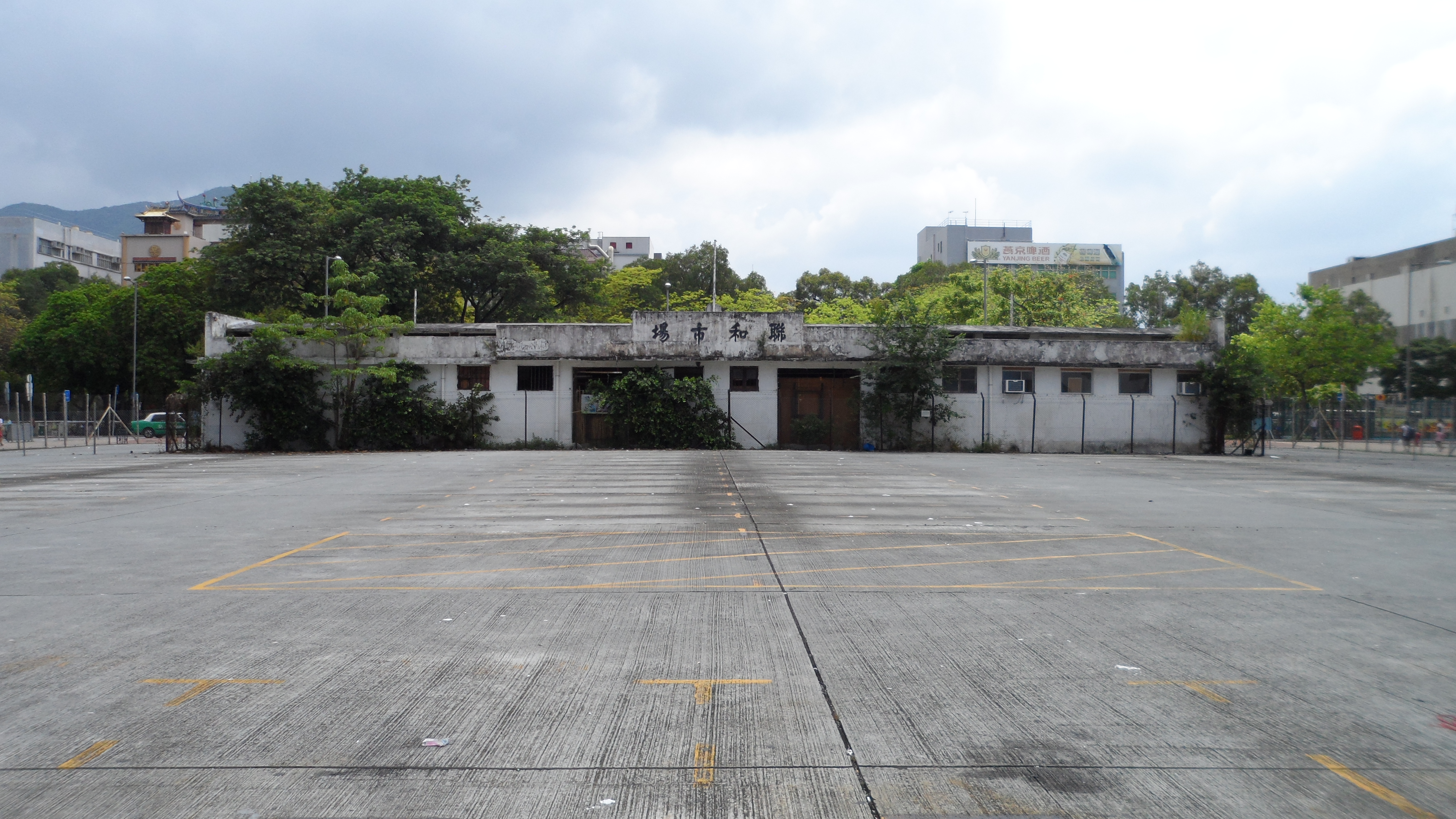
聯和市場後的空地在2015年成為囍逸地盤

聯和市場（英語：Luen Wo Market）是香港一座已停用的墟市建築，屬新界粉嶺聯和墟的主體建築。市場於1951年啟用，為戰後新界北區第一個墟市。市場已於2002年9月26日停用，其後康樂及文化事務署轄下的古物古蹟辦事處對街市的牌坊表示有興趣，而這座歷史建築則獲得保留，更獲專家評為香港獨一無二設計。在2018年，舊墟市場將進行活化工程，並保留原貌。

## 歷史
粉嶺鄉紳於1948年成立「聯和置業公司」發展聯和墟，而該墟市於1951年1月20日正式落成啟用。聯和市場成為墟市的核心，以三合土建造，設有60個檔位，包括14個肉枱、12個魚檔、12個菜檔、14個鹹魚檔、2個雞鴨檔、2個牛肉枱及2個豆腐檔。該建築設有3根旗杆，每逢中華民國國慶日常掛的旗是青天白日滿地紅旗。
有別於私人管理的現代街市，聯和市場主要由於歷史原因，是根據香港法例《私營街市（區域市政局）附例》，由當時的香港區域市政局監督。然而，隨著時代變遷，區域市政局於1990年代末期決定興建公營的聯和街市取代舊市場。新街市於2002年7月1日投入服務，提供356個有空調的攤檔及熟食中心，舊街市於同年9月26日停止運作，結束長達50多年的歷史任務。而聯和市場在居民的爭取下，並未有拆卸，可是一直維持空置。

## 作為電影拍攝場地
2007年初，影視及娛樂事務管理處電影服務統籌科批准香港電影《每當變幻時》使用聯和市場作為拍攝場地。在電影中，聯和市場被改名為「富貴墟」，而旗桿上被掛上香港區旗（現實中從未懸掛過）。該電影講述「富貴墟」內的人物的故事，更虛構政府宣佈清拆富貴墟，引發警民衝突。
同年4月，該電影完成拍攝。然而，當地居民發現電影公司並沒有妥善清理場地。除了垃圾雜物堆積如山外，亦遺下了電影中「富貴墟」的牌匾，遮蓋了聯和市場的名稱；懸掛的香港區旗也沒有被移走，被居民批評為「不倫不類」。

## 未來發展
北區區議會曾於聯和市場空置後討論其未來發展，包括研究作為中藥集中地或售賣新界特色小食的可行性，但由於會內並無任何共識，最後不了了之。聯和市場的露天部份土地現時用作停車場。到2018年7月，發展局公布香港路德會社會服務處活化為城鄉生活館，場內設置菜檔及乾濕貨小店，售賣本地蔬菜、農產品和日用品，假日設室外墟巿，另設專題展覽和單車導賞等讓公眾了解市場和周邊鄉郊的歷史變遷。

## 外部連結
- 前聯和市場[永久]，影視及娛樂事務管理處電影服務統籌科